# Quercus acutissima
Quercus acutissima és una espècie de roure originalment oriünda de l'est de l'Àsia a la Xina, Corea i Japó. Ara també està present a l'Amèrica del Nord. Està estretament relacionat amb el roure cerris, classificat amb ell a la Quercus sect. Cerris, una secció del gènere caracteritzada per tenir brots envoltats de pèls suaus, amb puntes de pèls als lòbuls de la fulla, i les glans que maduren en uns 18 mesos.

## Morfologia
És un arbre de grandària mitjana, caducifoli, que pot arribar als 25-30 m d'alçada amb un tronc de fins a 1,5 m de diàmetre. L'escorça és de color gris fosc i solcat profundament. Les fulles són de 8-20 cm de llarg i 3-6 cm d'ample, amb 14-20 petites dents de serra com lòbuls triangulars a cada costat, amb les dents de forma molt regular.
Les flors que són aments, són pol·linitzades pel vent. El fruit és una gla, que fructifica passats uns 18 mesos després de la pol·linització, de 2-3 cm de llarg i 2 cm d'ample, bicolor amb una puntuació basal mitjana taronja a una punta de color verd-marró, la gla tassa és 1,5-2 cm de profunditat, densament coberts de 4-8 mm de llarg de pèls suaus. Està estretament relacionat amb el roure cerris, classificat amb ell a la Quercus sect. Cerris, una secció del gènere es caracteritza per brots disparar envoltat de pèls suaus, amb puntes de pèls lòbuls de la fulla, i les glans maduren en uns 18 mesos.

## Ecologia
Aquest tipus de roure prolifera en boscos caducifolis, per sota de 100-2200 msnm., a la Xina: Anhui, Fujian, Guangdong, Guangxi, Guizhou, Hainan, Hebei, Henan, Hubei, Hunan, Jiangsu, Jiangxi, Liaoning, Shaanxi, Shandong, Shanxi, Sichuan, sud-est de Xizang, Yunnan i Zhejiang, Bhutan, Cambodja, nord-est de l'Índia, Japó, Corea, Myanmar, Nepal, nord de Tailàndia i el Vietnam.
Les glans són molt amargants, però són menjades pels gaigs i coloms; i en general, els esquirols només mengen quan altres fonts d'aliment s'han esgotat.
La saba de l'arbre pot sortir del tronc. Els lucànids, les papallones, la vespa Mandarinia japonica es reuneixen per cercar aquesta saba.

## Usos
Quercus acutissima està àmpliament plantat a l'est de l'Amèrica del Nord i està naturalitzat en alguns llocs; ocasionalment també ha estat plantat a Europa, però no s'ha naturalitzat allà. La majoria de les plantacions a Amèrica del Nord es va dur a terme per a la provisió d'aliments de la fauna, ja que aquestes espècies tendeixen a tenir més collites abundants de glans en comparació de les altres espècies natives de roure americà, però l'amargor de les glans fa que sigui menys adequat per aquest propòsit i els Quercus acutissima s'estan convertint en un problema com a espècies invasores en algunes àrees. Aquest tipus de roure creix a un ritme més ràpid i, per tant, competeix contra els altres arbres natius. La fusta té moltes de les característiques dels altres roures, però és molt propens a esquerdar i partir i, per tant, és relegat a usos com ara l'esgrima.

## Taxonomia
Quercus acutissima va ser descrita per William Carruthers i publicat a Journal of the Linnean Society, Botany 6: 33. 1862.
Etimologia
Quercus: nom genèric del llatí que designava igualment al roure i a l'alzina.
acutissima: epítet llatí que significa "la més punxeguda".
Varietats
- Quercus acutissima subsp. kingii Menitsky

Sinonímia
- Quercus bombyx K.Koch
- Quercus lunglingensis Hu
- Quercus serrata var. attenuata Blume
- Quercus serrata var. nana Blume
- Quercus serrata var. obtusata Blume
- Quercus serrata var. tanbakuri Blume
- Quercus uchiyamana Nakai